# サーランギー
サーランギー (ヒンディー語: सारंगी, Sārangī) はインド周辺に多い擦弦楽器（ボウイングによる弦楽器）。インド伝統音楽であるヒンドゥスターニー音楽でも重要な楽器である。インドの楽器の中では最も人間の声に近いと言われており、特にガマック（ビブラート）やミーンド（ポルタメント）といった奏法で顕著。マスターするのが難しい楽器でもある。
なお、ネパールにも同名の楽器があるが、それは他国では「サーリンダ」と呼ばれる楽器に近い。本稿では、インドサーランギについ述べる。

## 構造

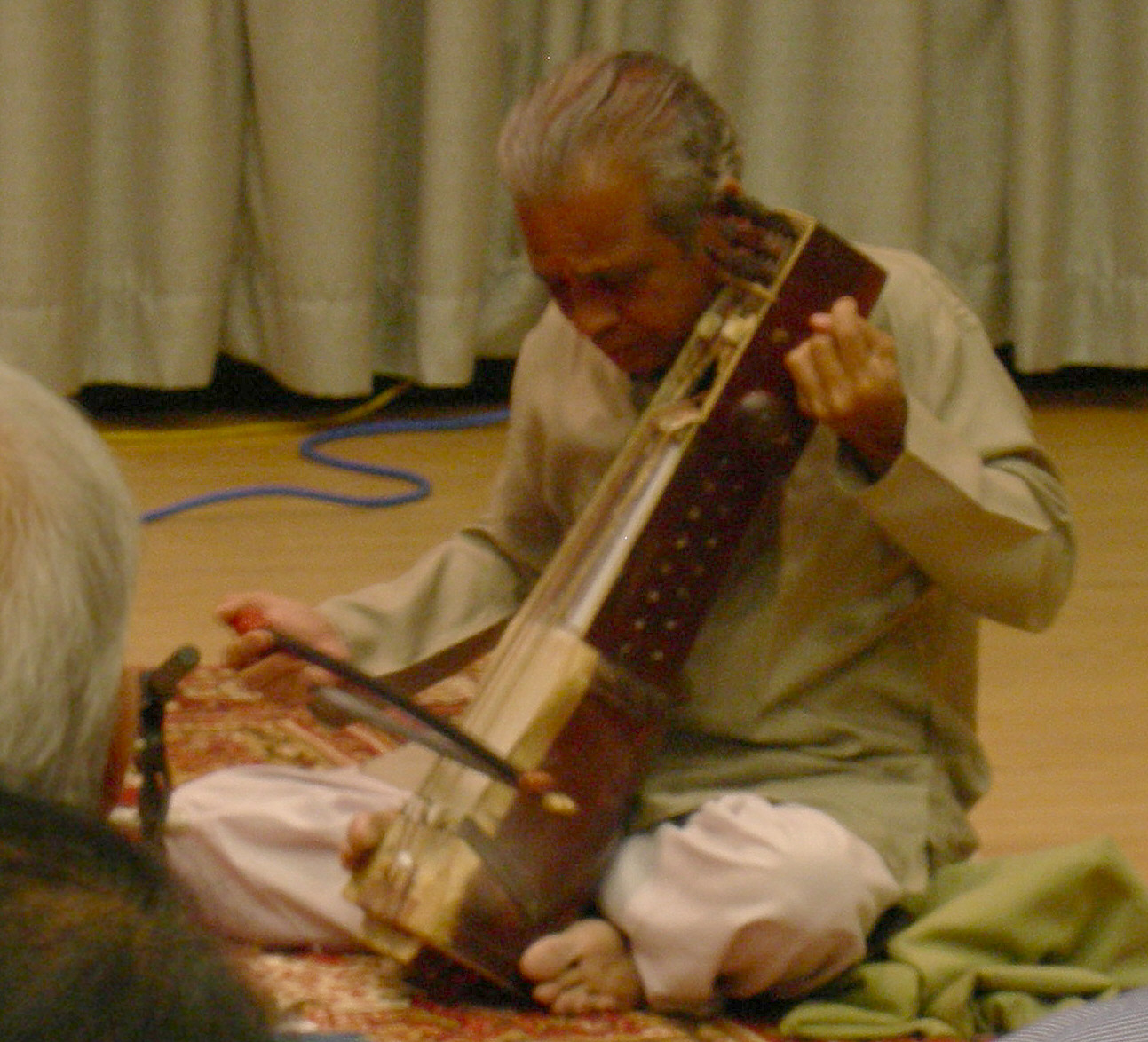
サーランギーの全体。

サーランギー本体は普通、1本の材木から削られる。材料はトゥーナなどである。長さはおよそ2フィート (0.61 m)、幅はおよそ0.5フィート (0.15 m)である。本体下部はくり貫かれて共鳴室となっており、その上に羊皮紙などを張って響膜としている。ネック部分には指板が取り付けられている。駒には多くの穴が開けられており、旋律弦は駒の上に、共鳴弦は駒の穴に通されることが多い。弦が40本ぐらいと多いため、駒にかかる荷重は大きい。
サーランギーには多くの弦があるが、旋律弦（演奏弦）は3本であり、残りは共鳴弦である。旋律弦には腸線が使われることが多く、タラブと呼ばれる共鳴弦には金属線が使われることが多い。旋律弦を弾くことで、これら共鳴弦が共鳴して唸るので、サーランギー独特の音が出る。いずれの弦も、1本につき1個のペグ（調節ネジ）で調弦が可能である。
弓は本体はコクタンで、弦に擦り付ける部分は黒毛のウマの尾の毛で作られていることがおおい。これらの材料は丈夫なため、寿命が長い。長さは70センチメートルほどである。

## 奏法
サーランギーは弦を弓でこすって音を出す。
弦は、ヴァイオリンでは左手の指の腹で押さえるのに対し、サーランギーでは指の爪の側で押さえる。爪半月のあたりで押さえる場合が多いが、爪よりも上の肉の部分で押さえる人もいる。爪にはタルクの粉を塗ることが多い。押さえ方を調節して音色を変化させることもできる。ガマック（ビブラート）やミーンド（爪を弦に滑らせて連続的に音を変える）などの技法がある。それ以上の技術、例えば運指などに決まりはなく、奏者の工夫による。

### 調弦

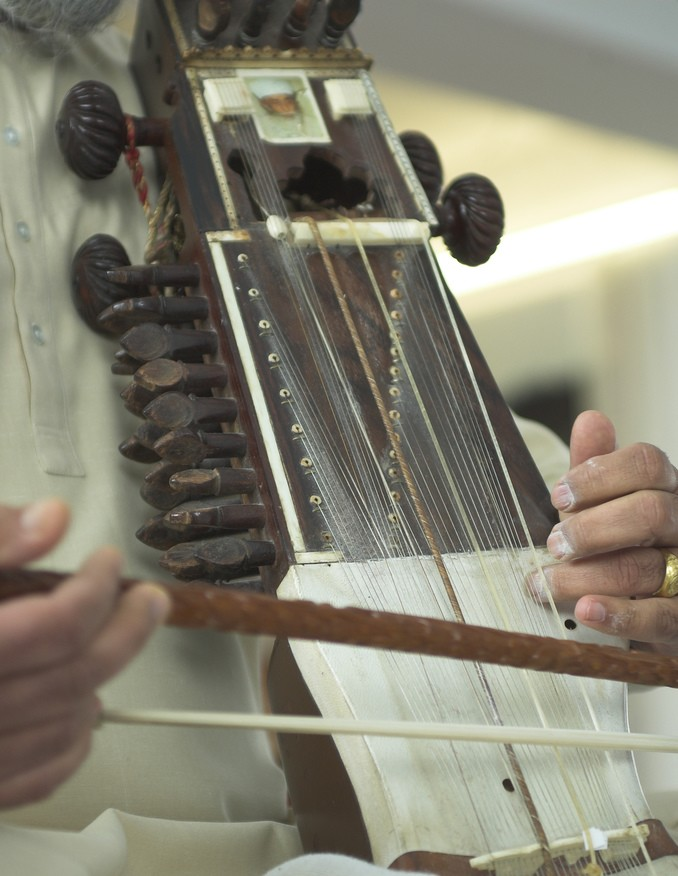
サーランギー主要部の拡大写真。太い弦を馬毛の弓で擦って音を出す。細い弦は共鳴弦。左手の爪で音を止めるため、奏者の爪には特有の痕が付く。

サーランギーの弦の数は決まっていない。ここでは典型的な構造の一つである、旋律弦が3本、共鳴弦が36本ある場合で説明する。また、便宜的に西洋音楽のドレミで説明する。
まず、旋律弦の3本を調弦する。西洋音楽でいうド（Sa）、その下のソ（Pa.）、さらに下のド（Sa.）に調弦することが多い。あるいは3本を、ド、その下のファ（Ma.）、その下のドに調律することも多い。共鳴弦の1本は旋律弦の主音と同じ音（Sa）に調弦される。旋律弦3本とこの共鳴弦のペグは、サーランギーのネックサイド上方に付いており、大きい。
次いでネックの最上部にある11のペグの調整が重要である。この調弦は、奏者が曲のどの音に共鳴させたいかを考え、決めるものである。そのため、奏者によって好みが出る。この弦は旋律弦の下にあり、駒を通さない。
ネックサイド下部に並ぶ小さなたくさんのペグの内、手前の9個はラーガに則って全音階的にチューニングする。例えばカーフィの場合にはド レ ミ♭ ファ ソ ラ シ♭ ド レの9音に調整する。奥の15個のペグは半音階的にチューニングする弦のものであり、それぞれの音域は1オクターブと少しである。

## 歴史

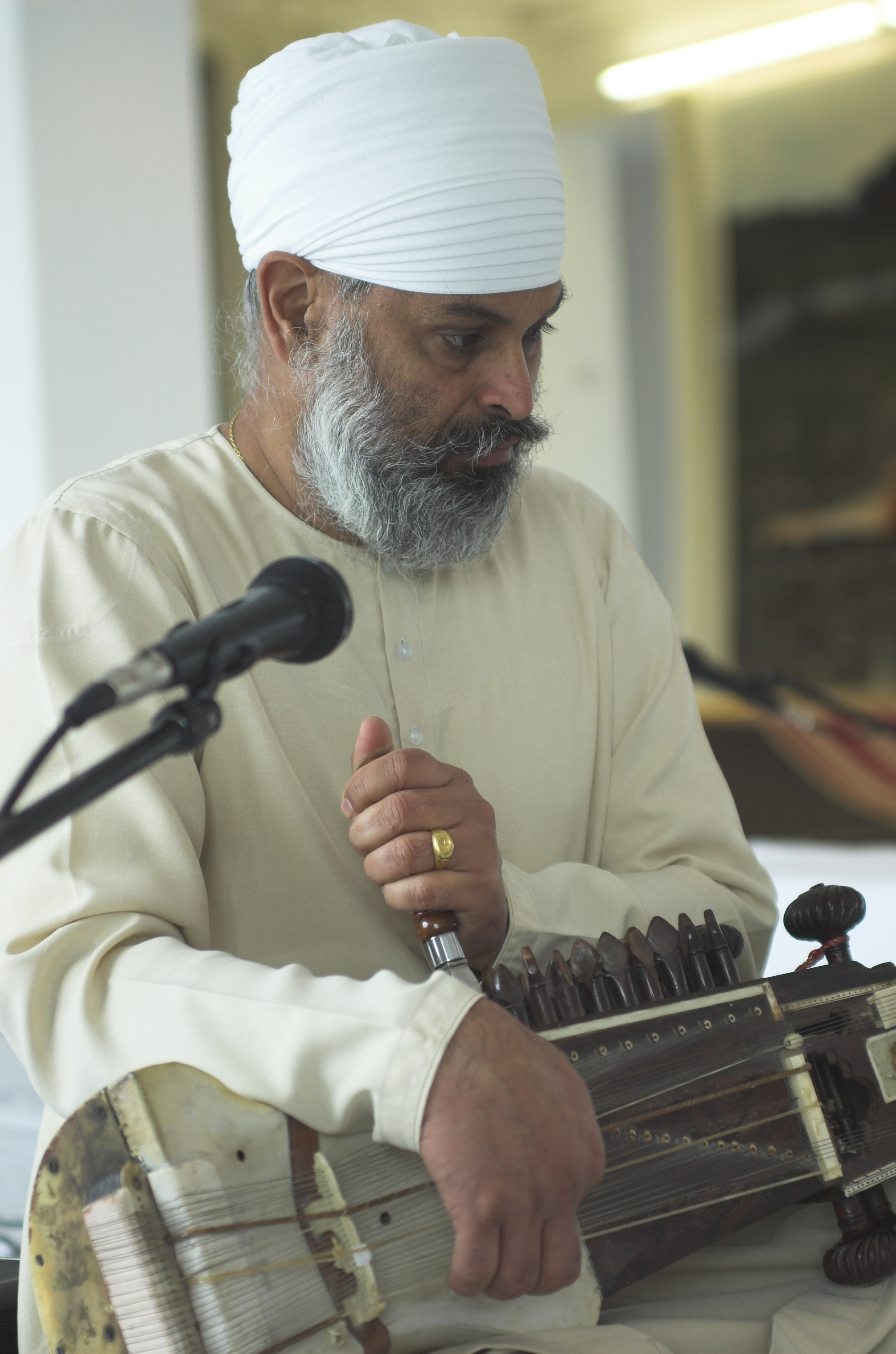
チューニング中のサーランギー奏者スルジート・シン

サーランギーの語は、100を意味するsau、色を意味するrangという2つのヒンディー語の合成語である。サーランギーが100以上の音色を出せると言われているためである。
サーランギーは少なくとも13世紀には存在した楽器である。サーランギーは正確に調弦、演奏するのが難しいこともあって、昔は独奏に使われることは少なく、歌の伴奏用であった。独奏に使われるようになったのは極最近のことで、ラーム・ナーラーヤンやサービル・ハーンなどが登場してからである。
サーランギーの音色は原則としてインド古典歌曲の「歌い方」を模したものとなっており、例えば音色、音の移り変わり、音の余韻、テンポなどが人の歌声に近い。そのため、サーランギー奏者のほとんどはインドの古典歌曲の歌い方に関する知識を持っている。例えばインドの古典音楽ドゥルパドに関する知識、ラーガに関する知識などである。サーランギーの曲はアーラープ（即興演奏）やテンポアップを伴うことが多い。これは、シタール、サロード、バーンスリーといった他のインドの楽器でも同様である。
サーランギーはインドだけでなく、ネパールでも古くから演奏されている。ネパールのガイネまたはガンダルバと呼ばれる氏族は、サーランギーを伴奏にして独自の民俗音楽を演奏することを仕事としている。

## サーランギー奏者

### インドおよびパキスタン
- Abdul Karim Khan
- Ram Narayan
- Ramesh Mishra
- Sabri Khan
- Sultan Khan
- Bundoo Khan
- Ghulam Mohammad

### イギリス
- Surjeet Singh
- Surinder Sandhu(Desciple of Ustad Sabri Khan)

### 日本
- 西沢信亮
- Yuji Nakagawa(中川佑児)
- 川崎ピースケ

### メーカー
- Masita (meerut)
- Behra (meerut)
- Rajesh Dhawan (meerut)
- Raj Musicals (New Delhi)

### サーランギーを楽曲に取り入れたことのある音楽家
- エアロスミス; "テイスト・オブ・インディア" （1997年のアルバム『ナイン・ライヴズ』収録）, 奏者Ramesh Mishra
- ハワード・ショア; The Lord of the Rings: The Fellowship of the Ringの"Lothlórien"
- ロバート・マイルズ （2001年のアルバムOrganik）
- ソニック・ユースのスティーヴ・シェリー
- トゥール ("Reflection")
- ブラインド・メロン; デビューアルバムBlind MelonのSleepyhouseの冒頭でサーランギーの音が入っている。